# European Shield
La European Shield (también conocida como Parker Pen Shield debido a su patrocinador) fue la tercera competición en importancia de rugby XV en Europa que se jugó entre el 2002 y el 2005. La European Shield fue un torneo de repesca para los equipos eliminados en primera ronda de la European Challenge Cup durante la etapa en la que esta competición se jugó con el formato de eliminación directa. El nombre de "European Shield" había sido previamente usado para la rebautizada European Challenge Cup. 
Durante la Temporada 2004-2005, a la postre su última edición, los equipos eliminados de la European Challenge Cup, se enfrentaron a equipos que no habían participado en esa copa como fueron el Bucuresti (Rumanía), UCM Madrid (España), Bera Bera Rugby Taldea (España) y un club de rugby de Lisboa (Portugal).
Esta competición, como se indicó previamente, vio la luz con el cambio de formato de la European Challenge Cup en la temporada 2002-2003. La Challenge pasó de un formato de grupos a un formato de eliminación directa. La Shield fue entonces creada para que los equipos eliminados en la primera ronda pudieran continuar su aventura europea. Una nueva reforma de la Challenge en la temporada 2005-2006, reintrodujo el sistema de grupos incrementando el número de equipos participantes de 20 a 32, provocando la desaparición de la Shield.
El nombre de European Shield, y más particularmente el de Parker Pen Shield, fue el nombre originario de la European Challenge Cup, como se dijo con anterioridad, pero tras la reforma de la copa en 2002-2003, esta competción fue rebautizada con el actual European Challenge Cup, guardando el mismo modo de selección y status de segunda competición en importancia de Europa. Esta reforma generó una nueva copa que recibió el nombre de European Shield, aunque no tuviera nada que ver con las ediciones preferentes de esa competición. Es por ello que las ediciones precedentes de la antigua European Shield tienen su palmarés en la European Challenge Cup ya que esta es la competición de la cual se heredó.

## Palmarés

### Por Temporadas
| Fecha de la Final  | Vencedor          | Finalista          | Resultado | Sede de la Final                | Espectadores |
| 25 de mayo de 2003 | Castres Olympique | Caerphilly         | 40-12     | Madejski Stadium, Londres       | 3.500        |
| 21 de mayo de 2004 | Montpellier RC    | Rugby Viadana      | 25-19     | Stadio Sergio Lanfranchi, Parma | 2.553        |
| 23 de mayo de 2005 | FC Auch           | Worcester Warriors | 23-10     | Kassam Stadium, Oxford          | 2.823        |

### Por Clubes
| Ranking | Club              | Número de títulos | Último Título | Finales perdidas | Última derrota en la final |
| ------- | ----------------- | ----------------- | ------------- | ---------------- | -------------------------- |
| 1       | Castres Olympique | 1                 | 2003          | 0                |                            |
| -       | FC Auch           | 1                 | 2005          | 0                |                            |
| -       | Montpellier RC    | 1                 | 2004          | 0                |                            |

### Por País
| Ranking | País       | Victorias | Finales perdidas |
| ------- | ---------- | --------- | ---------------- |
| 1       | Francia    | 3         | 0                |
| 2       | Inglaterra | 0         | 1                |
| -       | Italia     | 0         | 1                |
| -       | Gales      | 0         | 1                |

## Estadísticas
- Mayor número de títulos: Castres Olympique, FC Auch y Montpellier RC (1)
- Mayor número de finales disputadas: Castres Olympique, FC Auch, Montpellier RC, Caerphilly, Viadana y Worcester Warriors (1)
- Mayor diferencia de puntos en la final: 28 (Castres Olympique 40-12 Caerphilly en 2003)
- Mayor número de puntos marcados en la final: 52 (Castres Olympique 40-12 Caerphilly en 2003)
- Menor diferencia de puntos en la final: 6 (Montpellier RC 25-19 Viadana en 2004)
- Menor número de puntos marcados en la final: 33 (FC Auch 23-10 Worcester Warriors, en 2005)